# Stipa keniensis
Stipa keniensis là một loài thực vật có hoa trong họ Hòa thảo. Loài này được (Pilg.) Freitag miêu tả khoa học đầu tiên năm 1989.